# Красницкий повет
Красницкий повет (пол. Powiat kraśnicki) — повет (район) в Польше, входит как административная единица в Люблинское воеводство. Центр повета — город Красник. Занимает площадь 1005,34 км². Население — 97 569 человек (на 31 декабря 2015 года).

## Административное деление
- города: Красник, Аннополь
- городские гмины: Красник
- городско-сельские гмины: Гмина Аннополь, Гмина Ужендув
- сельские гмины: Гмина Дзежковице, Гмина Госцерадув, Гмина Красник, Гмина Шастарка, Гмина Тшидник-Дужы, Гмина Вильколаз, Гмина Закшувек

## Демография
Население повета дано на 31 декабря 2015 года.
| Перепись            | Всего  | Мужчины | Женщины |
| ------------------- | ------ | ------- | ------- |
| Всего               | 97 569 | 47 516  | 50 053  |
| Городское население | 37 841 | 17 991  | 19 850  |
| Сельское население  | 59 728 | 29 525  | 30 203  |